# Tindaria compressa
Tindaria compressa — вид двостулкових молюсків родини Tindariidae. Це морський демерсальний вид, що мешкає на сході Тихого океану.